# Javier García Coll
Javier García Coll (Madrid, 20 maggio 1964) è un ex cestista e allenatore di pallacanestro spagnolo.

## Carriera
Con la Spagna ha disputato le Universiadi di Zagabria 1987.

## Palmarès

### Competizioni nazionali
- Campionato spagnolo: 1

Real Madrid: 1993-94
- Copa Príncipe de Asturias: 1

Estudiantes Madrid: 1986

### Competizioni internazionali
- Eurolega: 1

Real Madrid: 1994-95